# Dieter R. Bauer
Dieter Richard Bauer (* 10. März 1951 in Mühlacker) ist ein deutscher Historiker. 
Dieter R. Bauer studierte von 1972 bis 1978 Geschichte, Philosophie, Mathematik sowie zeitweise Mittelalterliche Germanistik an der Universität Stuttgart. 1977 schloss er das Studium der Geschichte mit dem Staatsexamen ab, das in Philosophie 1978. Nach seinem Studium begann er 1979 als Stipendiat des Cusanuswerkes die Arbeit an seiner Dissertation bei August Nitschke. 1979 wurde er Assistent an Nitschkes Lehrstuhl. Die Arbeit mit dem Titel Terra Sancta – Heiliges Land sollte sich mit den Vorstellungen über das Heilige Land in der lateinischen Welt des Mittelalters beschäftigen. Die Arbeit an der Dissertation wurde von ihm allerdings nie beendet. 1981 übernahm Bauer die Leitung des neu geschaffenen Referats Geschichte an der Akademie der Diözese Rottenburg-Stuttgart, welches er bis zu seinem Ausscheiden am 1. Oktober 2012 führte. Seine Nachfolge trat Petra Steymans-Kurz im Mai 2014 an.
Unter Bauers Leitung machte sich die Akademie besonders in den Arbeitsschwerpunkten Historische Frauenforschung, Südwestdeutsche Landesgeschichte und Allgemeine Kirchengeschichte des Mittelalters und der Neuzeit einen Namen. 1985 war Bauer Mitbegründer des Arbeitskreises für Interdisziplinäre Hexenforschung (AKIH). Er ist außerdem Mitbegründer der Arbeitskreise für Erforschung mittelalterlicher und frühneuzeitlicher Hagiographie und für historische Kriminalitätsforschung. Zahlreiche aus diesen Arbeitskreisen und damit verbundenen regelmäßigen Tagungen heraus erwachsene wissenschaftliche Publikationen betreute er als Mitherausgeber.
Innerhalb des Akademieprojekts Zwangsarbeit und katholische Kirche engagierte sich Bauer besonders in der historischen Aufarbeitung des Schicksals von Zwangsarbeitern während der Zeit des Nationalsozialismus. Am 31. Oktober 2008 wurde Dieter R. Bauer von der Philosophischen Fakultät I für Geschichts- und Kulturwissenschaften der Universität des Saarlandes die Ehrendoktorwürde verliehen.

## Schriften (Auswahl)
als Herausgeber
- mit Peter Dinzelbacher: Frauenmystik im Mittelalter. Ostfildern 1985, 2. Auflage 1990.
- mit Peter Dinzelbacher: Religiöse Frauenbewegung und mystische Frömmigkeit im Mittelalter. Köln 1988.
- mit Peter Dinzelbacher: Volksreligion im hohen und späten Mittelalter. Paderborn 1990.
- mit Sönke Lorenz: Hexenverfolgung. Beiträge zur Forschung – unter besonderer Berücksichtigung des südwestdeutschen Raumes, Würzburg 1995, ISBN 3-88479-820-0.
- mit Wolfgang Behringer: Fliegen und Schweben. Annäherung an eine menschliche Sensation. München 1997, ISBN 3-423-04693-7.
- mit Sönke Lorenz, Wolfgang Behringer, Jürgen Michael Schmidt: Himmlers Hexenkartothek. Das Interesse des Nationalsozialismus an der Hexenverfolgung. Bielefeld 1999, ISBN 3-89534-273-4.
- mit Klaus Herbers: Hagiographie im Kontext. Wirkungsweisen und Möglichkeiten historischer Auswertung (= Beiträge zur Hagiographie, Bd. 1). Stuttgart 2000, ISBN 3-515-07399-X.
- mit Kaspar Elm, Elmar L. Kuhn, Gábor Sarbak, Lorenz Weinrich: Beiträge zur Geschichte des Paulinerordens (= Berliner Historische Studien, Band 32, Ordensstudien, Band 14). Duncker & Humblot, Berlin 2000, ISBN 3-428-10036-0.
- mit Klaus Barwig, Karl-Joseph Hummel: Zwangsarbeit in der Kirche. Entschädigung, Versöhnung und historische Aufarbeitung (= Hohenheimer Protokolle, Bd. 56). Stuttgart 2001, ISBN 3-926297-83-2.
- mit Martin Heinzelmann, Klaus Herbers: Mirakel im Mittelalter. Konzepte – Funktionen – Realitäten (= Beiträge zur Hagiographie, Bd. 3). Stuttgart 2002, ISBN 3-515-08061-9.
- mit Klaus Herbers: Der Jakobuskult in Ostmitteleuropa. Austausch – Einflüsse – Wirkungen. Tübingen 2003, ISBN 3-8233-4012-3.
- mit Klaus Herbers, Elmar Kuhn: Oberschwaben und Spanien an der Schwelle zur Neuzeit. Einflüsse – Wirkungen – Beziehungen. Ostfildern 2006, ISBN 3-7995-0129-0.
- mit Klaus Herbers, Gabriela Signori: Patriotische Heilige. Beiträge zur Konstruktion religiöser und politischer Identitäten in der Vormoderne (= Beiträge zur Hagiographie, Bd. 5). Stuttgart 2007, ISBN 3-515-08904-7.
- mit Klaus Herbers, Hedwig Röckelein, Felicitas Schmieder: Heilige – Liturgie – Raum (= Beiträge zur Hagiographie, Bd. 8). Stuttgart 2010, ISBN 978-3-515-09604-1.
- mit Waltraud Pulz, Jan Marco Sawilla: Zwischen Himmel und Erde. Körperliche Zeichen der Heiligkeit (= Beiträge zur Hagiographie, Bd. 11). Stuttgart 2012, ISBN 978-3-515-10283-4.